# Francisco Louçã
Francisco Anacleto Louçã (Lisboa, São Sebastião da Pedreira, 12 de novembro de 1956) é um economista e político português. Foi coordenador do Bloco de Esquerda de 2005 a 11 de novembro de 2012, tendo sido sucedido no cargo por Catarina Martins e João Semedo.

## Família
Segundo dos cinco filhos e filhas de António Seixas Louçã, Capitão de Mar e Guerra da Marinha Portuguesa, Veterano da Guerra Colonial e Comendador da Ordem Militar de São Bento de Avis (19 de Outubro de 1963), e de sua mulher, Noémia da Rocha Neves Anacleto, nascida em 1931, Advogada e Comendadora da Ordem do Infante D. Henrique (4 de Março de 1996), neto materno do Advogado antifascista António Neves Anacleto, de São Bartolomeu de Messines, Silves, irmão de Isabel Maria (26 de Abril de 1960), casada em Lisboa com João Manuel Lomelino Rodrigues Pereira (Lisboa, 18 de Novembro de 1957 – Sesimbra, 9 de Setembro de 2009) (casado primeira vez em Lisboa com Thérèse Rihot), António, João Carlos e Jorge Manuel, e primo direito do antigo Ministro das Finanças Vítor Gaspar. 
Tem uma filha, Joana de Campos Louçã, de Ana Maria da Encarnação Correia de Campos (Viseu, Torredeita, c. 1952), licenciada em Medicina, na especialidade de Ginecologia e Obstetrícia, com Mestrado em especialidade de Sexologia e Directora do serviço de obstetrícia da Maternidade Alfredo da Costa, em Lisboa, irmã de António Correia de Campos.

## Biografia
Estudou no Liceu Padre António Vieira, em Lisboa, tendo recebido o Prémio D. Dinis da Sociedade Central de Cervejas atribuído aos melhores alunos do país, pois terminou o liceu com a média mais alta, 18 valores.
Licenciou-se em Economia, no Instituto Superior de Economia e Gestão da Universidade Técnica de Lisboa (Prémio Banco de Portugal para o melhor aluno do curso), onde ainda fez o mestrado (Prémio JNICT) e concluiu o doutoramento, em 1996. Em 1999 prestou provas de agregação (tendo obtido aprovação por unanimidade) e, em 2004, foi aprovado em concurso para Professor Associado. Presidiu à Unidade de Estudos sobre a Complexidade na Economia do ISEG, a que pertence e onde desenvolve a sua investigação académica. É actualmente professor catedrático do departamento de economia do ISEG.
Recebeu em 1999 o prémio da History of Economics Association para o melhor artigo publicado em revista científica internacional. É membro da American Association of Economists e de outras associações internacionais, tendo tido posições de direcção em algumas; membro do conselho editorial de revistas científicas na Grã-Bretanha, Brasil e Portugal; “referee” para algumas das principais revistas científicas internacionais (American Economic Review, Economic Journal, Journal of Economic Literature, Cambridge Journal of Economics, Metroeconomica, History of Political Economy, Journal of Evolutionary Economics, etc.). Foi professor visitante na Universidade de Utrecht e apresentou conferências nos EUA, Grã-Bretanha, França, Itália, Grécia, Brasil, Venezuela, Noruega, Alemanha, Suíça, Polónia, Holanda, Dinamarca, Espanha.
Publicou artigos em revistas internacionais de referência em economia e física teórica e é um dos economistas portugueses com mais livros e artigos publicados (traduções em inglês, francês, alemão, italiano, russo, turco, espanhol, japonês).
Publicou em 2007 “The Years of High Econometrics” (Routledge), em 2012, "Histories on Econometrics", com outros autores (Duke University Press), "A Dividadura" e, em 2013, "Isto é um Assalto", ambos com Mariana Mortágua. Em 2014 publicou, com outros autores, "Os Donos Angolanos de Portugal", "Os Burgueses" e "A Solução Novo Escudo".

## Atividade política
Participou na luta contra a ditadura e a guerra no movimento estudantil dos anos setenta, foi preso na Capela do Rato (Dezembro de 1972); libertado de Caxias sob caução. Adere à LCI, seção portuguesa da Quarta Internacional, em 1973 (transformada em PSR em 1979) e faz parte da sua estrutura da direcção quando do 25 de Abril de 1974, participando na luta política desde então.
Escreveu ou fez crónicas de rádio em diversos órgãos de comunicação social (O Jornal, Público, TSF, Antena 1, etc.).
Fundador do Bloco de Esquerda em 1999 e membro da sua direção desde essa data. Eleito deputado por Lisboa em 1999, reeleito em 2002, 2005, 2009 e 2011. No Parlamento, pertenceu às comissões da área de economia e finanças e, durante uma legislatura, fez igualmente parte da comissão de liberdades, direitos e garantias.
Participou como convidado no Fórum Social Mundial de Porto Alegre e em diversos fóruns e contra-cimeiras na Europa. Participou nos movimentos sociais contra a guerra imperial, com Mário Soares, Freitas do Amaral, Maria de Lurdes Pintasilgo, Boaventura Sousa Santos, Carvalho da Silva e muitas outras personalidades. Participou em conferências políticas em diversos países, como a França, Inglaterra, Alemanha, Espanha, Suíça, Países Baixos, Bélgica, Brasil, Chile, Uruguai, Paraguai, Nicarágua, Equador, Colômbia e Argentina.[carece de fontes?]
Em 2005, tendo sido convidado pelo Banco Mundial para participar com quatro outros economistas, incluindo um Prémio Nobel, numa conferência científica em Pequim, foi desconvidado por pressão direta do governo chinês alegando razões políticas.
Foi membro do Conselho de Estado entre 2015 e 2022, eleito pela Assembleia da República, em representação do Bloco de Esquerda.
Em 2025, foi anunciado como cabeça de lista pelo Distrito de Braga para as eleições legislativas desse ano, como parte de uma estratégia para apontar os fundadores do Bloco de Esquerda para liderar as listas de distritos onde o partido elegeu no passado.

### Eleições presidenciais de 2006
| Candidato           | votos     | %       |
| ------------------- | --------- | ------- |
| Aníbal Cavaco Silva | 2.746.689 | 50,6 %  |
| Manuel Alegre       | 1.125.077 | 20,72 % |
| Mário Soares        | 778.781   | 14,34 % |
| Jerónimo de Sousa   | 466.507   | 8,59 %  |
| Francisco Louçã     | 288.261   | 5,31 %  |
| Garcia Pereira      | 23.622    | 0,44 %  |
| Abstenção           | 3.303.972 | 37,39 % |

### Carreira
- Coordenador da Comissão Política do Bloco de Esquerda, desde a IV Convenção do BE, em 2005.
- Doutoramento e Agregação em Economia, leccionando no Instituto Superior de Economia e Gestão da Universidade Técnica de Lisboa.
- Deputado eleito pelo círculo de Lisboa em 1999, 2002, 2005, 2009 e 2011. Deixou o Parlamento, cessando a sua actividade parlamentar, a 25 de Outubro de 2012.

### Obras publicadas
Ensaios políticos
- Ensaio para uma Revolução (1984, Edição CM)
- Herança Tricolor (1989, Edição Cotovia)
- A Maldição de Midas – A Cultura do Capitalismo Tardio (1994, Edição Cotovia)
- A Guerra Infinita, com Jorge Costa (Edições Afrontamento, 2003)
- A Globalização Armada – As Aventuras de George W. Bush na Babilónia, com Jorge Costa (Edições Afrontamento, 2004)
- Ensaio Geral – Passado e Futuro do 25 de Abril, coeditor com Fernando Rosas (Edições D. Quixote, 2004)

Livros de Economia
- Turbulence in Economics (edição Edward Elgar, Inglaterra e EUA, 1997), traduzido como Turbulência na Economia (edição Afrontamento, 1997)
- The Foundations of Long Wave Theory, com Jan Reijnders, da Universidade de Utrecht (edição Elgar, 1999), dois volumes
- Perspectives on Complexity in Economics, editor, 1999 (Lisboa: UECE-ISEG)
- Is Economics an Evolutionary Science?, com Mark Perlman, Universidade de Pittsburgh (Edição Elgar, 2000)
- Coisas da Mecânica Misteriosa – A Dinâmica dos Osciladores na Economia (Edições Afrontamento, 2000)
- Introdução à Macroeconomia, com João Ferreira do Amaral, G. Caetano, S. Santos, M°C. Ferreira, E. Fontainha (Escolar Editora, 2002). Segunda edição em 2007.
- As Time Goes By, com Chris Freeman (2001 e 2002, Oxford University Press, Inglaterra e EUA); já traduzido para português (Ciclos e Crises no Capitalismo Global - Das revoluções industriais à revolução da informação, Edições Afrontamento, 2004) e chinês (Edições Universitárias de Pequim, 2005).
- The Years of High Econometrics – A Short History of the Generation that Reinvented Economics, Londres: Routledge, 2007.
- Robert Solow and the Development of Growth Economics, 2009, Duke University Press, com outros autores.
- Economia(s), com José Castro Caldas (Edições Afrontamento, 2010).
- Histories on Econometrics, 2011, Duke University Press, com outros autores.
- Portugal Agrilhoado - A Economia Cruel na Era do FMI, 2011, Bertrand.
- A Dividadura, 2012, com Mariana Mortágua, Bertrand.
- Isto é um Assalto, 2013, com Mariana Mortágua, Bertrand.
- Os Donos Angolanos de Portugal, 2014, com Jorge Costa e João Teixeira Lopes.
- Os Burgueses, 2014, com Jorge Costa e João Teixeira Lopes.
- A Solução Novo Escudo, 2014, com João Ferreira do Amaral.´
- As Classes Populares, 2015, com João Teixeira Lopes e Lígia Ferro.
- As Classes Médias, 2019, com João Teixeira Lopes e Lígia Ferro.
- Sombras, 2018, com Michael Ash.